# Heilig Hartkerk (Freiburg im Breisgau)
De Heilig Hartkerk (Herz-Jesu-Kirche) is een rooms-katholieke kerk in Stühlinger, een ten westen van de binnenstad gelegen stadsdeel in Freiburg im Breisgau. Het neoromaanse kerkgebouw werd in 1897 gewijd en doet denken aan de Limburger Dom.

## Bouw

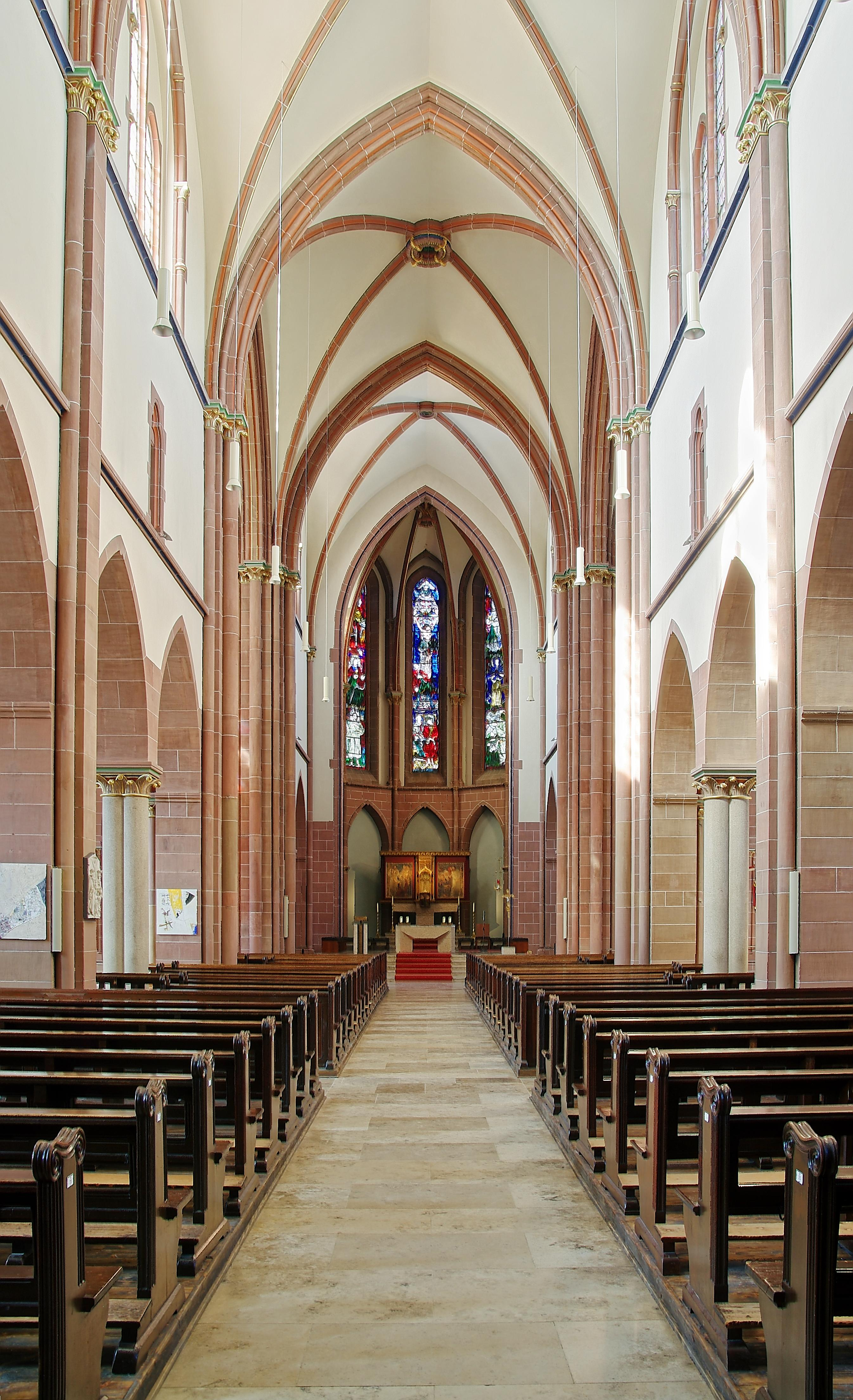
Interieur1

De bouw betreft een basiliek met polygonale koorafsluiting, transept en een façade met tweelingtorens. Omdat de kerk geen concurrerend bouwwerk mocht worden voor de munster van Freiburg, werd de architect voorgeschreven dat hij een ontwerp moest leveren in de laatromaanse stijl. Architect Max Meckel, die zelf een voorkeur had voor de neogotiek, kon ervaring putten uit zijn eerder ontworpen Maria-Hulp der Christenenkerk te Wiesbaden, waarbij hij eveneens door de opdrachtgever gebonden was aan de romaanse stijl. Met de bouw van de kerk kwam er een einde aan het destijds in Baden nog wijdverbreide "romantische historisme". Meckel introduceerde het strenge historisme, dat op een exactere weergave van middeleeuwse bouwvormen stoelt.

## Geschiedenis
Met de bebouwing van het nieuwe stadsdeel Stühlinger werd sinds 1870 bij het aartsbisdom Freiburg ook een toenemende behoefte om een kerk te bouwen gevoeld. De bewoners van de nieuwe wijk waren voornamelijk rooms-katholiek en behoorden tot de binnenstadparochie van Sint-Martinus. Al in het jaar 1884 was een plaatselijk comité voor kerkenbouw gevormd, dat zich vooral bezighield met het zoeken naar geschikte bouwgrond en financiële middelen. 
Nadat de aartsbisschop Johann Baptist Orbin in 1886 stierf, werd de Limburgse bisschop Christian Roos de nieuwe aartsbisschop van Freiburg. Een eerste ontwerp van de plaatsvervangende aartsbisschoppelijke bouwmeester Franz Baer (1850-1891) werd niet uitgevoerd. De bisschop zette na de dood van Baer in 1891 de voormalige dombouwmeester van Limburg, Max Meckel, als de nieuwe architect in. Max Meckel had tussen 1885 en 1886 al de bij de bouwgrond nabij gelegen brug gebouwd. 
In januari 1892 had Max Meckel zijn ontwerp al gereed en op 10 juni 1892 ging de eerste spade de grond in. In april het jaar daarop werd begonnen met de bouw van de torens. Het voltooide kerkgebouw werd ten slotte op 2 mei 1897 gewijd aan het Allerheiligst Hart van Jezus, in verband met de toentertijd zeer populaire Heilig Hartverering een veel gekozen patrocinium voor nieuwe kerken. 

### Verwoesting en herbouw
Op de avond van 27 november 1944 bombardeerde de Britse Royal Air Force in het kader van de "Operatie Tigerfish" Freiburg. Alhoewel de Heilig Hartkerk niet direct werd getroffen, liep de kerk door de luchtdruk van in de buurt ingeslagen bommen toch zware beschadigingen op. Op 17 december kreeg de kerk door twee jachtbommenwerpers wel twee voltreffers te verduren met als gevolg dat het noordelijk transept en de sacristie onmiddellijk na elkaar instortten. Na de oorlog kreeg de architect Gregor Schroeder de leiding bij de herbouw, die  door de gulle gaven en daadwerkelijke hulp van de bewoners van Stühlinger mogelijk werd gemaakt. Op 27 april 1952 werd de kerk weer opnieuw ingewijd.

### Na de oorlog
Voor de kerk staat de in 1954 opgerichte Marienbrunnen, bekroond met een madonna van de joodse beeldhouwer Richard Engelmann. De Oberbürgemeister van Freiburg, Wolfgang Hoffmann, had in 1947 reeds een kleine versie van het beeld in het atelier van de kunstenaar gezien en zette zich daarna volop in voor de opstelling van een grote variant.
In 1962 werd op het Maria-altaar in het zuidelijke zijschip een Mariabeeld van Siegfried Fricker geplaatst.
Vanaf 1969 werden de vernieuwingen van hetTweede Vaticaans Concilie toegepast. Het altaar werd zonder mensa en predella op een sokkel van kunststeen geplaatst en Bruno Knittel maakte een celebratiealtaar.
Sinds 1984 valt de kerk onder monumentenzorg. Ter gelegenheid van het 100-jarig bestaan van de kerk in 1997 werd het gebouw van buiten gerenoveerd en in de oorspronkelijk toestand teruggebracht. Zo werden de daken van de torens weer voorzien van de geglazuurde tegels. Bij de wederopbouw na de oorlog beschikte men niet over de middelen om zich dergelijke luxe te kunnen permitteren. 
In de jaren 2007-2008 werd het interieur van de kerk gerenoveerd. Naast de restauratie werden het doopvont meer naar voren geplaatst en de banken uit de zijschepen verwijderd.

## Afbeeldingen

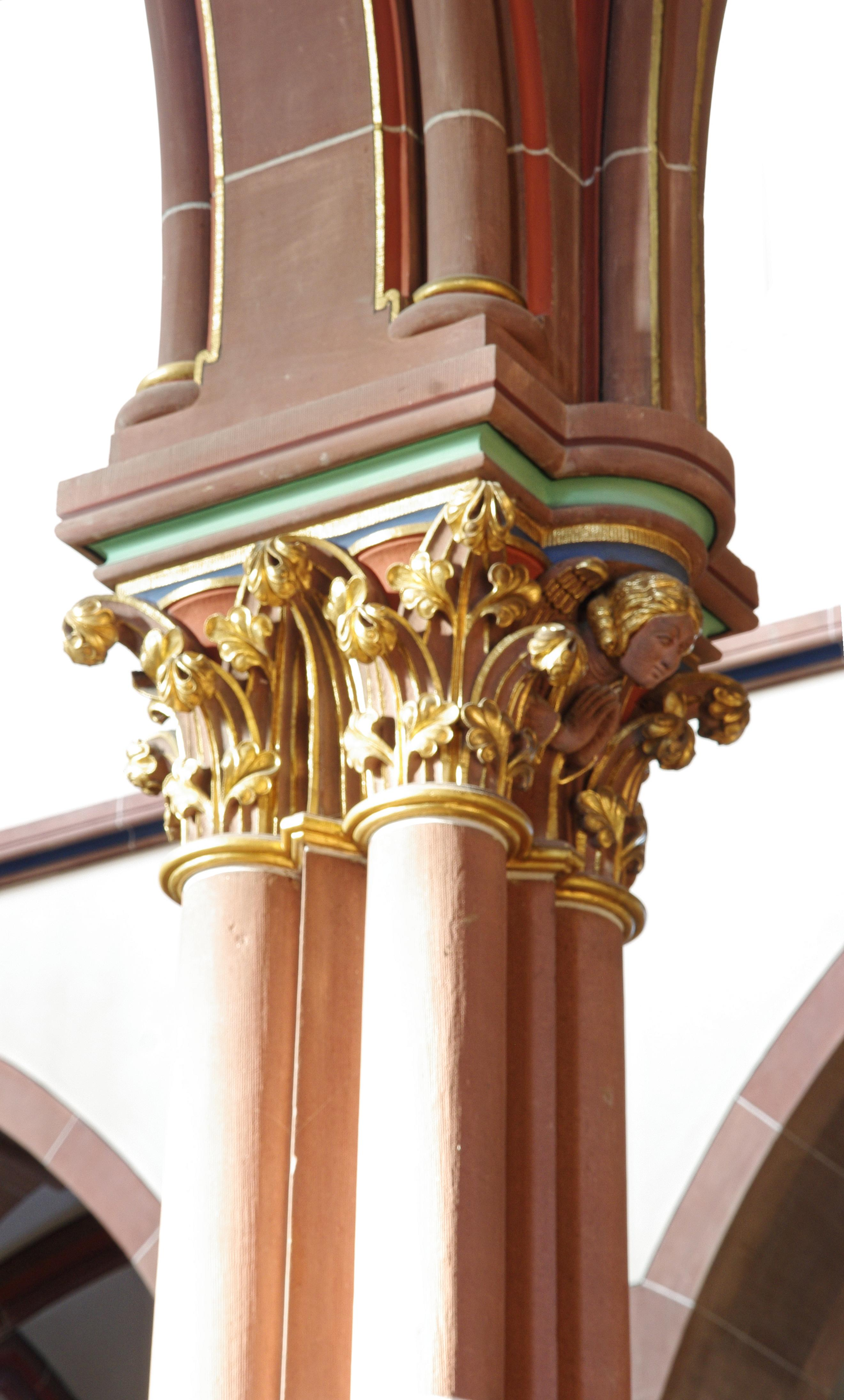
Kapiteel
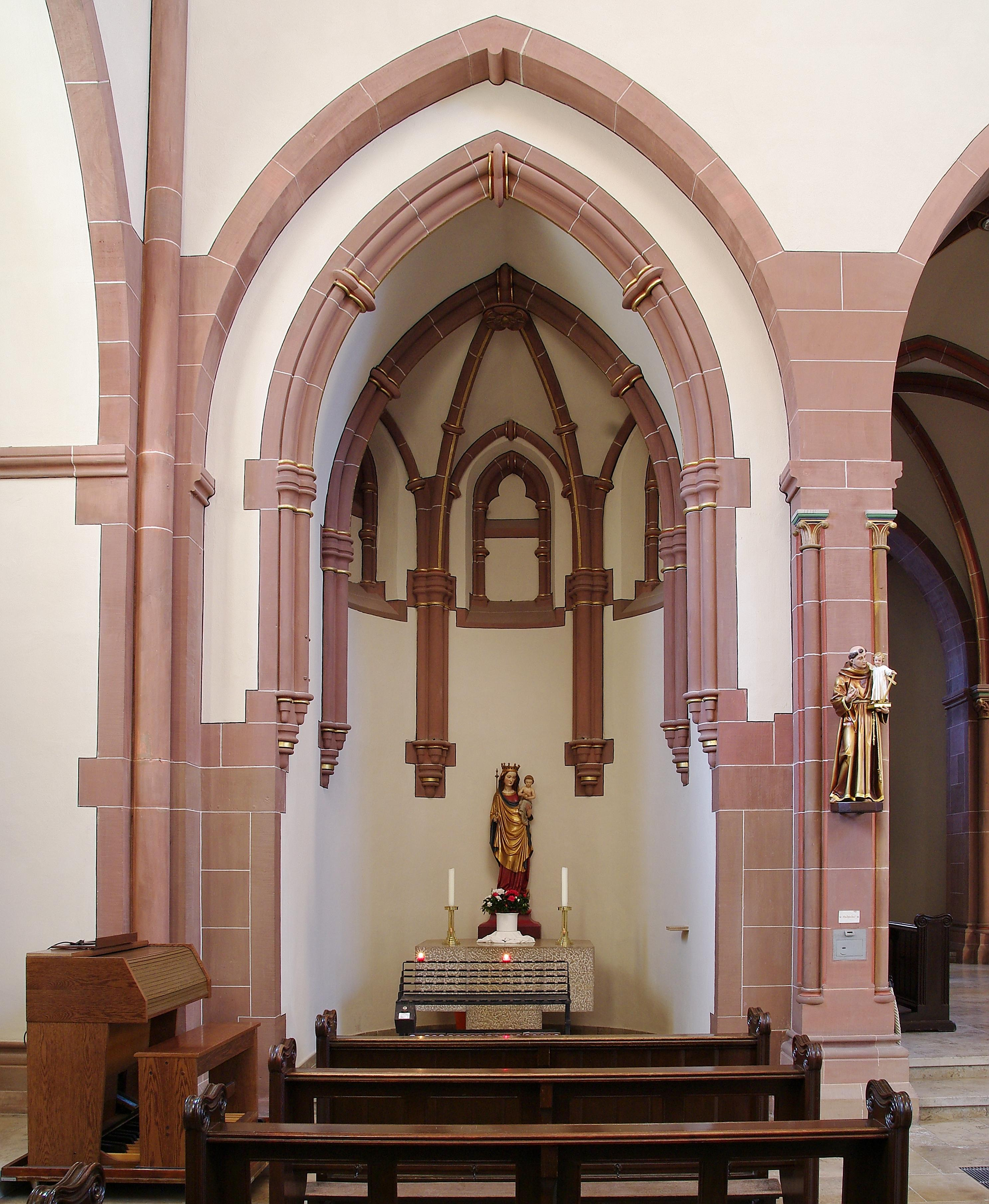
Mariakapel
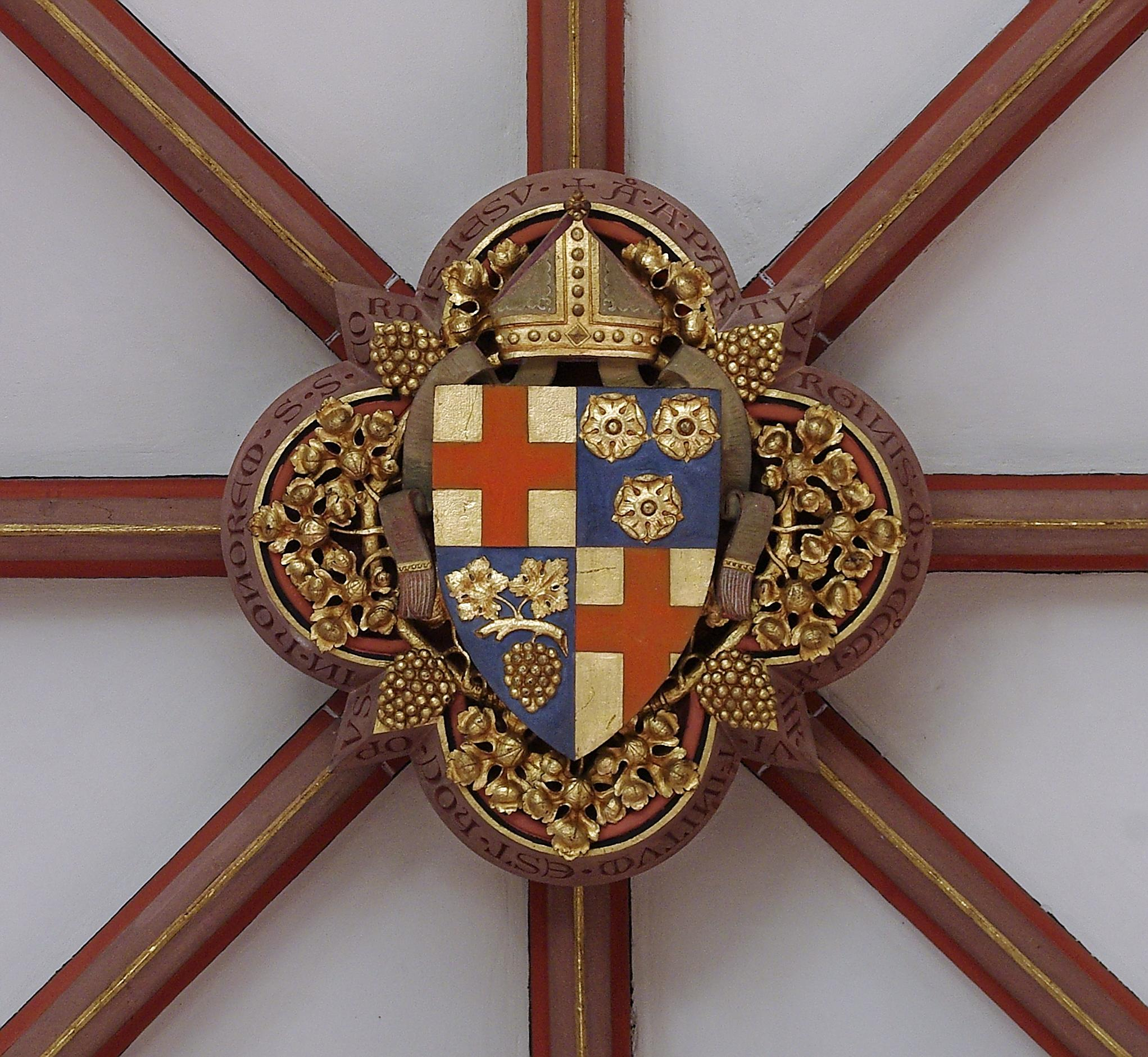
Sluitsteen